# Син-цзун
Император Син-цзун династии Ляо (кит. 遼興宗, 1015—1054), киданьское имя Чжигу (кит. 只骨), по другой версии — Мубугу и китайское имя Цзунчжэнь (кит. 耶律 宗真) — 7-й император династии Ляо, правил с 1031 по 1055 годы. Правления Син-цзуна было началом конца для династии Ляо. Син-цзун был малоактивным правителем и многие решения принимал под влиянием придворных женщин. Был развит умственно и физически, высок ростом, с хорошим характером. Любил стрельбу из лука, книги и разного рода игры, о которых знал очень много. Пытался реформировать государство киданей несколько одряхлевшее в правление его отца.

## Вступление на престол
Син-цзун был старшим сыном Шэн-цзуна, стал ваном (Лянь-ваном) в три года и наследником престола в 1021, когда ему было шесть лет. Его императрица — Сяо Пусагэ родила двух сыновей, которые умерли детьми. Син-цзун родился у старшей наложницы по имени Сяо Ноуцзинь (жёны и конкубины ляоских императоров подбирались из разных ветвей уйгурского рода Сяо), но был взят на воспитание Пусагэ.
Он принял титул императора, когда Шэн-цзун умер в 1031 году. Фактически вся власть перешла к Сяо Ноуцзинь, которая и была объявлена вдовствующей императрицей Фатянь.
Вскоре Фэн Цзяну объявил императору о том что Сяо Чжубули и Сяо Пиди составил заговор и планировали поставить императрицей Пусагэ, а потом выбрать императора. Син-цзун не желал слушать донос. Но Ноуцзинь казнила Сяо Чжубули, Сяо Пиди и других, конфисковав их имущества, а Пусагэ сослала. Син-цзун самоустранился от власти. Вскоре многие представители элиты были казнены или смещены, на их место были поставлены братья вдовствующей императрицы, её приближённые или просто рабы. В 1032 году хан поехал на охоту, а Ноуцзинь отправила убийц к Пусагэ. Та, попросила дать ей время и совершив необходимые ритуалы, повесилась, ей было 50 лет.
К 1034 году Син-цзун начал проявлять самостоятельность в вопросах управления. Ноуцзинь решила сместить его и посадить на престол его младшего брата. На этот раз Син-цзун проявил волю: он отправил мать в ссылку (под предлогом охраны могилы отца) на 5 лет, а других участников заговора приказал казнить. Младшего брата, поскольку тот честно сообщил о планах переворота, Син-цзун наградил губернаторством.
Получив всю полноту власти, Син-цзун приказал подданных присылать ему доклады относительно положения дел в государстве. Сяо Ханьцзяну подал доклад, где в числе прочего говорилось о военных приготовлениях цзубу, отсутствии дани от корейцев, плачевном положении пограничных войск. Он предложил ликвидировать самые дальние западные гарнизоны и поселения по причине невозможности их нормального содержания и защиты от цзубу. Так же предполагалось реформировать гарнизоны восточной границы. Син-цзун было доволен докладом и назначил Ханьцзяну главным историком с повелением отредактировать исторические записки Ляо и впредь вести записи всех дел.

## Сун
Кидани намеревались отнять у Сун земли в центральном Хэбэе, потерянные Ляо во время войны с Чжоу. В 1041 году Сун завязла в войне с Си Ся и кидани стали стягивать войска к южной границе, мотивируя это военными приготовлениями сунцев на северной границе. Сяо Хуэй предложил императору возглавить армию против Сун. Сяо Сяому, предложил соблюдать Шаньюаньский договор.
В начале 1042 года послы (Сяо Тэмо и Лю Люфу из Ляо прибыли в Сун поставили три вопроса: 1. Недопустимость войны с Си Ся, которое является вассалом Ляо. 2. Военные приготовления Сун на северной границе. 3. Передача Ляо 10 уездов в центральном Хэбэе. После длительных переговоров сунцы обязались производить дополнительные выплаты. Сунский посол Фу Би сказал Син-цзуну, что при мире доход от Сун будет получать император Ляо, а на войне будут обогащаться его генералы, что Син-цзун счёл разумным. Когда послы из Ляо прибыли в Сун для установления размера дани, то сунцы стали протестовать, когда ляосцы стали произносить слово «дань». Стороны согласились использовать формулировку «помощь на покрытие военных расходов» Ляо в 100 000 лян серебра и 100 000 отрезов щёлка дополнительно к уже выплачиваемому. Договор был подписан в 1042, как дополнение к Шаньюаньскому.
В 1055 году сунский император подарил Син-цзуну прирученного слона.

## Си Ся
Уже в 1031 году ляоская принцесса Сипин-гунчжу была выдана за Ли Юаньхао, который тогда был наследником.
Восстание нескольких племён дансянов в начале 1044 на территории Ляо было использовано Ли Юаньхао (первый император Си Ся) для принятия их в своё подданство: они переселись к Юаньхао. Попытки загладить инцидент не увенчались успехом. В конце 1044 года три армии киданий вошли на территорию Си Ся и прошли 200 км не встретив сопротивления. В первом сражении тангуты потерпели поражение и выдав мятежных старейшин начали переговоры. Кидани надеялись развить успех и продолжили наступление. Из-за наступления зимы и применения тангутами тактики «выжженной земли» у киданей начались проблемы со снабжением. Тангуты перешли в наступление и кидани были разбиты. В плен попал Сяо Худу — зять Син-цзуна. Стороны обменялись пленными (в их числе были и мятежные старейшины) и заключили мир.
В 7-м месяце 1049 года Син-цзун, под предлогом опоздания посольства, вторгся в Си Ся для реванша. На сей раз кидани привели по Хуанхэ 130 многопалубных судов. Поскольку кидани не строили кораблей, они возможно были построены в провинции Цзилинь. Пограничные войска тангутов были разбиты и три армии киданей вошли в Ся. Первая армия под командованием Сяо Хуэй была разбита, центральная под командованием Син-цзуна повернула назад, третья под командованием Елюя Дигу сожгла окрестности столицы и захватила вдову Юаньхао, убив 3000 воинов ся. Осенью 1050 года тангуты решили напасть сами, но были разбиты. В битве на реке Сяньцзоучуань тангуты также были разбиты и кидани совершили рейд вглубь Ся. Ответные действия тангутов не имели успеха. Мир был подписан в 1053 году. Ся признало себя вассалом Ляо, но не сделало никаких иных уступок.

## Восточная граница
В 1047 году восстал Елюй Хучжа наместник Восточной столицы. Он бежал в Корё от карательных войск. В 1048—1049 кидани воевали с племенем пунули из союза Уго на Сунгари и нижнем Амуре.

## Внутряняя политика
Правительство и армия были коррумпированы. Войны, которые вёл император Син-цзун с Си Ся, Сун и другими народами тяжким бременем легли на его народ, нужны были деньги и Син-цзун поднял налоги. Это вызвало гнев среди населения. Император издал, в 1049 году, указ по которому освобождался от наказания младший брат, который вслед за старшим ушёл в разбойники, если у братьев не было сыновей.
В 1036 году император, который был любителем словесности, лично принимал экзамены и нашёл 49 человек достойных цзиньши и готовых к службе. С этого года стало обычаем императору принимать экзамены лично. В этом же году было реформировано управление северными племенами киданей — на место вождей назначили цзедуши.
Император пытался бороться с произволом правящих кругов по отношению к населению, но всё же богатым и знатным назначалось наказание менее суровое, чем следовало по закону. В 1040/1041 году император повелел не назначать на должности людей запятнавших себя преступлениями, правителям предписывалось не пренебрегать службой в пользу пиров и охот, а всем способным представлять императору доклады касательно положения на границе. За взятки должны были наказывать как за воровство. В 1042 году Син-цзун запретил приносить в жертву животных на похоронах и закапывать ценности. В 1052 году Син-цзун принял решение, по китайскому обычаю, ввести в употребление посмертные титулы императоров для своих предшественников и объявить посмертно императорами тех предков рода Елюй, что были до Абаоцзи.
Однажды в 1052 году Син-цзун охотился в горах на медведей и тигров. Более 10 охотников было убито хищниками. Сяо Ханьцзяну, исполнявший обязанности историографа, приказал сделать об этом запись в летописи. Син-цзун увидел запись и приказал вычеркнуть её, устыдившись. Ханьцзяну сделал это, а затем с нова внёс запись. Император узнал с казал: «Таким и должен быть историограф»! Император стал высоко ценить Ханьцзяну и приказал ему написать «Свод нравственных правил и уголовных законов» для Ляо.

### Религия
Син-цзун принял буддизм. В 1054 году он повелел отлить серебряную статую Будды для храма Кайтайсы.

## Смерть
В июле 1055 года Син-цзун отправился в горы Цюшань. В августе он почувствовал себя плохо и призвал наследника. 28 августа император умер, на престоле его сменил сын под именем Дао-цзун.